# オナラスカ湖
オナラスカ湖（オナラスカこ、英語: Lake Onalaska）は、アメリカ合衆国の貯水池。ミシシッピ川とブラック川の合流地点にある人造湖で、ウィスコンシン州とミネソタ州に跨る。
湖の面積は8,391エーカー (33.96 km2) 、標高は637フィート (194 m) 、最大水深は40フィート (12 m)。幅は約4マイル (6.4 km)で、ミシシッピ川で最も広い場所である。

## 名称
名前は沿岸の都市オナラスカ市（かつてのオナラスカ村）とオナラスカ町に由来する。「オナラスカ」の語源はイングランドの詩人トーマス・キャンベルの詩の一節である。

## 歴史
1930年代、ミシシッピ川上流部全体で閘門とダムが整備された。オナラスカ湖は、ブラック川を第7閘門ダムで堰き止めて誕生した。

## 観光
オナラスカ湖はミシシッピ川上流部で人気の観光地で、一年を通して多くの観光客が訪れる。夏は水上スキー、ボート、ウィンドサーフィン、釣り、ビーチでのピクニック、バードウォッチングまで、さまざまなアクティビティを楽しめる。
湖には、ノーザンパイク、ブルーギル、クラッピー、ウォールアイ、ラージマウスバス、スモールマウスバスなど、様々な魚や渡り鳥が生息している。
ラクロス・セーリングクラブは湖南部のフレンチ島で活動している。
秋にはミシシッピ川とオナラスカ湖を囲む木々が赤色や金色に染まり、全国から観光客が訪れる。
冬になると湖は凍結し、氷上釣りのシーズンが始まる。
2018年2月22日、ウィスコンシン州記録となるサッカー科のSpotted suckerが釣り上げられた。体長は20.5インチ (52 cm)、体重は4ポンド10.2オンス (2.10 kg)であった。
アイオワ州デコラを拠点とする猛禽類資源プロジェクトは、オナラスカ湖にMississippi River Flyway Camと呼ばれるウェブカメラを設置している。

## ギャラリー
|  |  |  |